# Droga wojewódzka 365
Die Droga wojewódzka 365 (DW 365) ist eine 36 Kilometer lange Droga wojewódzka (Woiwodschaftsstraße) in der polnischen Woiwodschaft Niederschlesien, die Jelenia Góra mit Jawor verbindet. Die Strecke liegt in der kreisfreien Stadt Jelenia Góra, im Powiat Jeleniogórski, im Powiat Złotoryjski und im Powiat Jaworski.

## Streckenverlauf
Woiwodschaft Niederschlesien, Kreisfreie Stadt Jelenia Góra
-  Jelenia Góra (Hirschberg) (DK 3, DK 30, DW 366, DW 367)

Woiwodschaft Niederschlesien, Powiat Jeleniogórski
- Dziwiszów (Berbisdorf)

Woiwodschaft Niederschlesien, Powiat Złotoryjski
- Janochów (Haynhauser, Johannsthal)
-  Stara Kraśnica (Alt Schönau) (DW 328)
- Jurczyce

Woiwodschaft Niederschlesien, Powiat Jaworski
- Muchów (Mochau)
- Chełmiec (Kolbnitz)
-  Piotrowice (Peterwitz) (DW 363)
-  Jawor (Jauer) (S 3, DK 3, DW 363, DW 374)